# آنوناکی

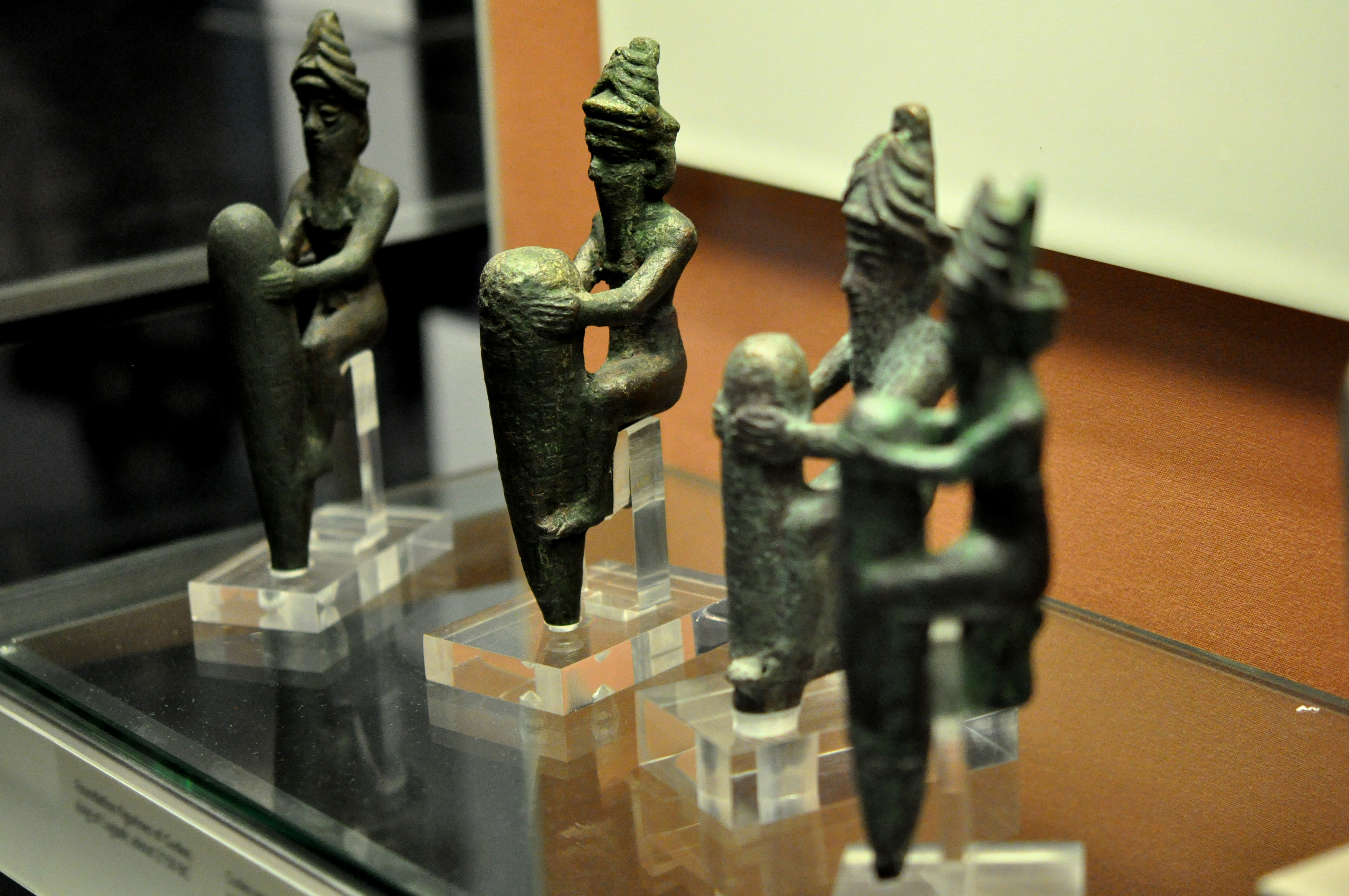
چهار مجسمه آلیاژ مس که خدایان باستانی بین‌النهرین را با تاج‌های شاخدار نشان می‌دهد. (c. 2130 پ. م)

آنوناکی (سومری: 𒀭𒀀𒉣𒈾، همچنین ترجمه‌شده به صورت‌های آنوناکّی، آنّوناکی، آنونا، آناناکی، انکی و غیره) نام گروهی از خدایان تمدن‌های اکد، سومر، آشور و بابل) است.
در اولین نوشته‌های سومری دربارهٔ آنها، که از دوره پسا-اکدی به یادگار مانده‌اند، آنوناکی‌ها از نسل آنو و کی، به ترتیب خدای آسمان و الهه زمین، هستند و وظیفه اصلی آنها تعیین سرنوشت بشریت بود.

## نام

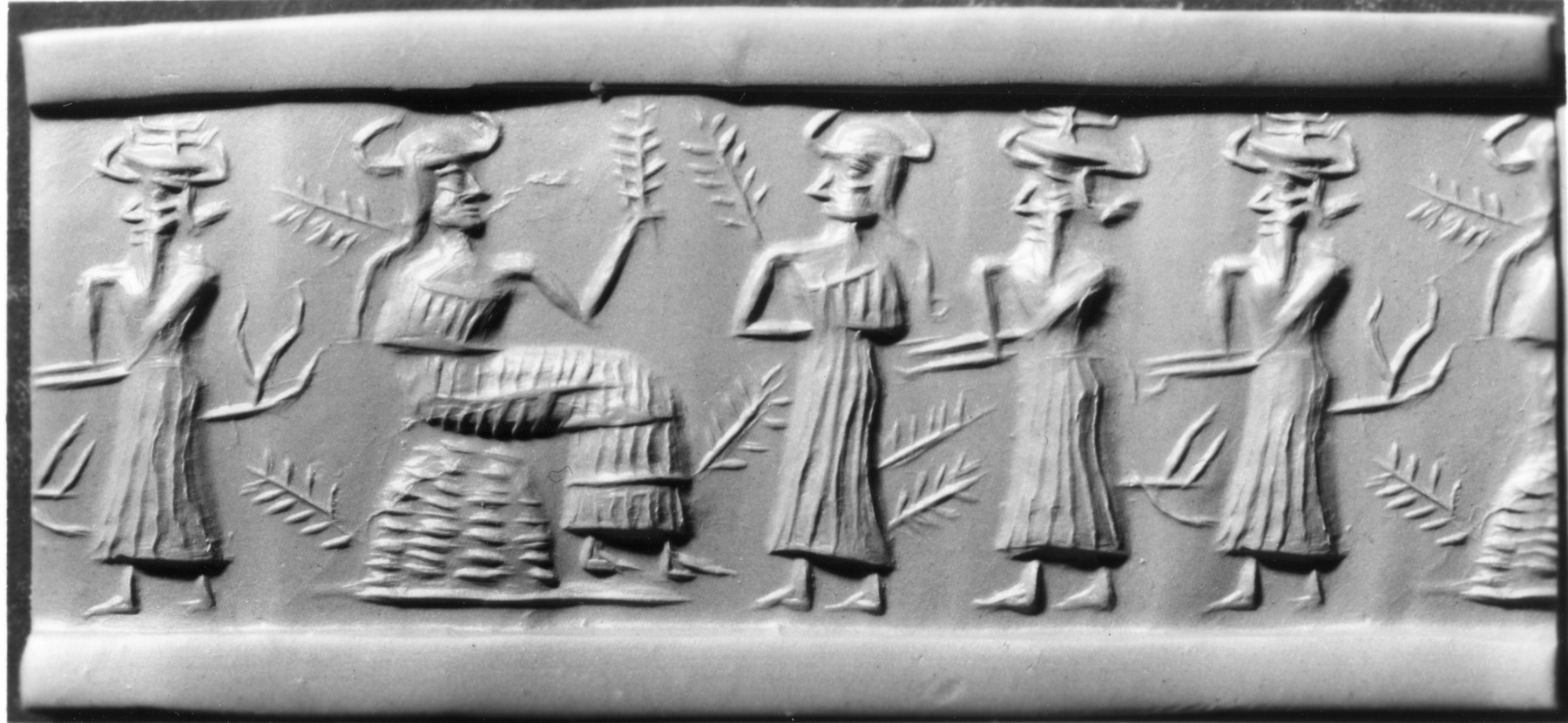
نقش بر روی یک مهر استوانه‌ای اکدی که خدایی دارای پوشش گیاهی، احتمالاً نینهورساگ، نشسته بر تخت سلطنتی در اطراف عبادت کننده‌هایش را نشان می‌دهد. (c. 2350–2150 BC)

نام آنوناکی از نام آنو، خدای سومری آسمان، می‌آید. این نام به اشکال گوناگونی چون «آ-نونا»، «آ-نونا-که-نه»، یا «آ-نون-نا» ثبت شده‌است و معنی آن «نوادگان شاه» یا «نوادگان آنو» می‌باشد.
اعتقاد بر این بود که آنوناکی‌ها فرزندان آنو و همسرش کی، الهه زمین، هستند. ساموئل نوآ کریمر کی و نینهورساگ، الهه مادر سومری، را یک شخصیت می‌داند. قدیمی‌ترین آنوناکی انلیل، خدای باد و رئیس خدایان سومری، بود. سومری‌ها باور داشتند پیش از تولد انلیل زمین و بهشت یکی بودند اما پس از تولد او زمین و بهشت از یکدیگر جدا شدند. انلیل زمین را برداشت و پدرش آسمان را.

## پرستش

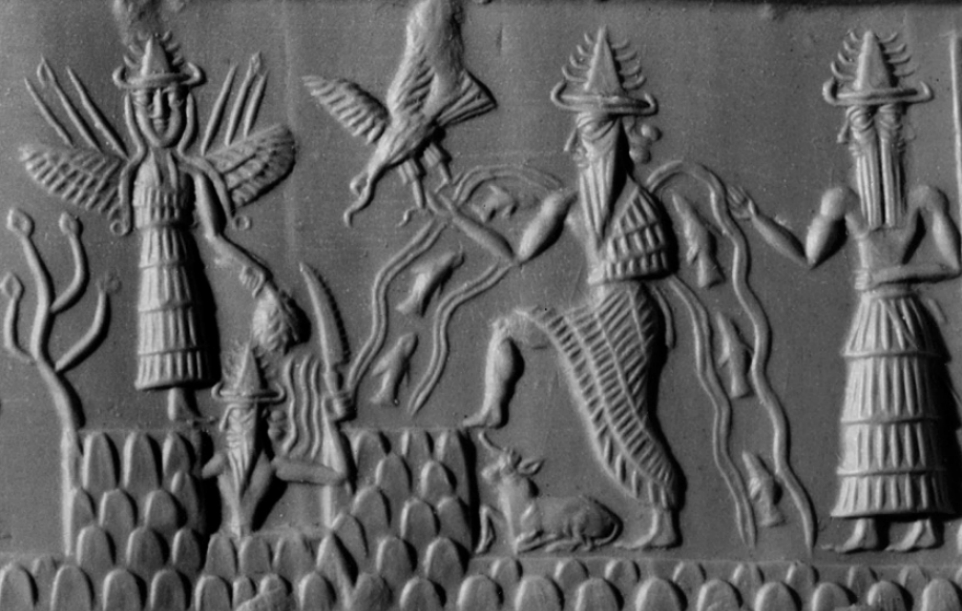
در زمان های باستان در فرهنگ های مختلف ، “مار پیچیده” نمادی از دانش و خرد معنوی بود.

آنوناکی‌ها عمدتاً در متون ادبی ذکر شده‌اند و شواهد بسیار کمی برای حمایت از وجود فرقه‌ای برای پرستش آنان کشف شده‌است. این احتمالاً به این دلیل باشد که هر یک از آنوناکی‌ها فرقه مخصوص خود را داشت. هیچ تصویری از آنوناکی‌ها، به عنوان یک گروه کامل، هنوز کشف نشده‌است. اگرچه چند تصویر از کنار هم قرار گرفتن دو یا سه خدا از این گروه شناسایی شده‌است. خدایان در بین‌النهرین باستان تقریباً همگی‌شان انسان‌انگار بودند. تصور می‌شد که آنها دارای قدرت خارق‌العاده‌ای هستند و اغلب در اندازه فیزیکی مهیبی مجسم می‌شدند. خدایان معمولاً مِلَم بر تن داشتند، جسمی ناشناخته که «آنها را در شکوهی ترسناک می‌پوشاند» و آن را قهرمانان، شاهان، غول‌ها و حتی شیاطین می‌توانستند آن را بپوشند.  تأثیری که دیدن ملم یک خدا بر انسان می‌گذارد با واژه نی (خواب‌رفتگی بدن) توصیف شده‌است. خدایان تقریباً همیشه با تاج شاخدار به تصویر کشیده می‌شوند. آنها همچنین گاهی اوقات با لباس‌هایی به تصویر کشیده می‌شدند که زیورآلات تزئینی طلائی و نقره‌ای به استادی بر آنان دوخته شده‌است.
در بین‌النهرین باستان معتقد بودند که خدایان در آسمان زندگی می‌کنند، اما مجسمه خدا، تجسم فیزیکیِ خود خدا است. از این رو، بت‌ها مورد توجه و مراقبت دائمی قرار می‌گرفتند و گروهی از کاهنان برای نگهداری از آنان تعیین می‌شدند. این کاهنان بر تن مجسمه لباس می‌پوشاندند و در برابر آنان سفره غذا قرار می‌دادند تا «بخورند». اعتقاد بر این بود که معبد یک خدا، محل واقعی زندگی آن خداست. خدایان قایق نیز داشتند، دوبه‌هایی که معمولاً در معابدشان نگهداری می‌شد و در طول جشن‌های مذهبی گوناگون برای انتقال مجسمه‌های آیینی آنان در مسیر آبراه‌ها استفاده می‌شد. خدایان همچنین ارابه‌هایی داشتند که برای انتقال مجسمه‌های آیینی آنان از طریق راه زمینی بود. گاهی مجسمه خدا را به محل نبرد می‌بردند تا بتواند شاهد رخ دادن نبرد باشد. اعتقاد بر این بود که خدایان اصلیِ جرگه خدایان بین‌النهرین، شامل آنوناکی‌ها، در «مجمع خدایان» شرکت می‌کنند که در آن همه تصمیمات خدایان گرفته می‌شود. این مجمع به عنوان همتای الهیِ سیستم قانون‌گذاری نیمه‌دموکراتیکی در نظر گرفته می‌شد که در دوره سلسله سوم اور (ح. ۲۱۱۲ تا ح. ۲۰۰۴ پیشا دوران مشترک) وجود داشت.

## واژه‌شناسی
این نام به صورت "آ-نونا"، "آ-نوناکی-نی" یا "آ-نو-نا" نوشته می‌شود که به معنای فرزندان شاهزاده یا فرزندان آنو است (در بعضی از ترجمه‌های حماسه گیلگمش آنوناکی به نام «ارواح بزرگ» نیز شناخته شده‌است). طبق اسطوره‌شناسی جهان آکسفورد، آنوناکی: خدایان بسیار کهن و اولیه سومری هستند؛ آنها خدایان باروری جهان زیرین نیز می‌باشند، که در نهایت به عالم مردگان ربط پیدا می‌کنند، جایی که مردگان مورد قضاوت قرار می‌گیرند و نام آنها از خدای قدیمی آسمان که آنو (آن) نام دارد، گرفته شده‌است.

### کتابشناسی
- Amin, Osama Shukir Muhammed (2014-03-31), "Copper alloy foundation figurines with pegs representing Gods", World History Encyclopedia
- Archi, Alfonso (1990), "The Names of the Primeval Gods", Orientalia, NOVA, Rome, Italy: Gregorian Biblical Press, 59 (2): 114–129, JSTOR 43075881
- Black, Jeremy; Green, Anthony (1992), Gods, Demons and Symbols of Ancient Mesopotamia: An Illustrated Dictionary, London, England: The British Museum Press, ISBN 0-7141-1705-6
- Brisch, Nicole (2016), "Anunna (Anunnaku, Anunnaki) (a group of gods)", Ancient Mesopotamian Gods and Goddesses, University of Pennsylvania Museum, archived from the original on 2019-09-03, retrieved 2013-06-19
- Coleman, J. A.; Davidson, George (2015), The Dictionary of Mythology: An A-Z of Themes, Legends, and Heroes, London, England: Arcturus Publishing Limited, p. 108, ISBN 978-1-78404-478-7
- Collins, Billie Jean (2002), "Necromancy, Fertility and the Dark Earth: The Use of Ritual Pits in Hittite Cult",  in Mirecki, Paul; Meyer, Marvin (eds.), Magic and Ritual in the Ancient World, Leiden, The Netherlands: Brill, pp. 224–233, ISBN 90-04-10406-2
- Dalley, Stephanie (1989), Myths from Mesopotamia: Creation, the Flood, Gilgamesh, and Others, Oxford, England: Oxford University Press, ISBN 0-19-283589-0
- Edzard, D. O. (1965), "Mesopotamien. Die Mythologie der Sumerer und Akkader", Wörterbuch der Mythologie, erste Abteilung, I (Götter und Mythen im Vorderen Orient): 17–140
- Falkenstein, A. (1965), "Die Anunna in der sumerischen Überlieferung", Assyriological Studies (16): 127–140
- Fritze, Ronald H. (2009), Invented Knowledge: False History, Fake Science and Pseudo-Religions, London, England: Reaktion Books, ISBN 978-1-86189-430-4
- Fritze, Ronald H. (2016), Egyptomania: A History of Fascination, Obsession and Fantasy, London, England: Reaktion Books, ISBN 978-1-78023-639-1
- Katz, D. (2003), The Image of the Underworld in Sumerian Sources, Bethesda, Maryland: CDL Press, p. 403
- Kramer, Samuel Noah (1961), Sumerian Mythology: A Study of Spiritual and Literary Achievement in the Third Millennium B.C. : Revised Edition, Philadelphia, Pennsylvania: University of Pennsylvania Press, ISBN 0-8122-1047-6
- Kramer, Samuel Noah (1963), The Sumerians: Their History, Culture, and Character, Chicago, Illinois: University of Chicago Press, ISBN 0-226-45238-7
- Kramer, Samuel Noah (1983), "The Sumerian Deluge Myth: Reviewed and Revised", Anatolian Studies, British Institute at Ankara, 33: 115–121, doi:10.2307/3642699, JSTOR 3642699, S2CID 163489322
- Leemings, David (2009), The Oxford Companion to World Mythology, Oxford University Press, p. 21, ISBN 978-0-19-538708-7
- Leick, Gwendolyn (1998) [1991], A Dictionary of Ancient Near Eastern Mythology, New York City, New York: Routledge, ISBN 0-415-19811-9
- Leick, Gwendolyn (2003), The Babylonians: An Introduction, New York City, New York and London, England: Routledge, ISBN 0-415-25315-2
- Levenda, Peter (2008), Stairway to Heaven: Chinese Alchemists, Jewish Kabbalists, and the Art of Spiritual Transformation, New York City, New York and London, England: Continuum International Publishing Group, Inc., ISBN 978-0-8264-2850-9
- Lewis, Tyson; Kahn, Richard (2005), "The Reptoid Hypothesis: Utopian and Dystopian Representational Motifs in David Icke's Alien Conspiracy Theory", Utopian Studies, Pennsylvania: Penn State University Press, 16 (1): 45–74, doi:10.5325/utopianstudies.16.1.0045, JSTOR 20718709, S2CID 143047194
- Nemet-Nejat, Karen Rhea (1998), Daily Life in Ancient Mesopotamia, Daily Life, Santa Barbara, California: Greenwood, ISBN 978-0-313-29497-6
- Oshima, Takayoshi (2010), ""Damkianna Shall Not Bring Back Her Burden in the Future": A new Mythological Text of Marduk, Enlil and Damkianna",  in Horowitz, Wayne; Gabbay, Uri; Vukosavokić, Filip (eds.), A Woman of Valor: Jerusalem Ancient Near Eastern Studies in Honor of Joan Goodnick Westenholz, vol. 8, Madrid, Spain: Biblioteca del Próximo Oriente Antiguo, ISBN 978-84-00-09133-0
- Pritchard, James B., ed. (2010), The Ancient Near East: An Anthology of Texts and Pictures, Princeton University Press, p. 34, ISBN 978-0-691-14726-0
- Puhvel, Jaan (1987), Comparative Mythology, Baltimore, Maryland: Johns Hopkins University Press, ISBN 0-8018-3938-6
- Robertson, David G. (2016),  Cox, James; Sutcliffe, Steven; Sweetman, William (eds.), UFOs, Conspiracy Theories and the New Age: Millennial Conspiracism, Bloomsbury Advances in Religious Studies, London, England: Bloomsbury Publishing, ISBN 978-1-4742-5320-8
- Rogers, John H. (1998), "Origins of the Ancient Astronomical Constellations: I: The Mesopotamian Traditions", Journal of the British Astronomical Association, London, England: The British Astronomical Association, 108 (1): 9–28, Bibcode:1998JBAA..108....9R
- Story, Ronald (1976). The Space-gods revealed. A close look at the theories of Erich von Däniken. Harper & Row. ISBN 0-06-014141-7.
- Van Scott, Miriam (1998), The Encyclopedia of Hell: A Comprehensive Survey of the Underworld, New York City, New York: Thomas Dunne Books/St. Martin's Griffin, ISBN 0-312-18574-X
- Willis, Roy (2012), World Mythology, New York: Metro Books, p. 62, ISBN 978-1-4351-4173-5
- Willis, Roy (2012), World Mythology, New York: Metro Books, p. 62, ISBN 978-1-4351-4173-5
- Wolkstein, Diane; Kramer, Samuel Noah (1983), Inanna: Queen of Heaven and Earth: Her Stories and Hymns from Sumer, New York City, New York: Harper&Row Publishers, ISBN 0-06-090854-8